# ناجي محمد الإمام
ناجي محمد الإمام (1956 م الدوارة من صنكرافة التابعة لولاية البراكنة)

## حياته
شاعر موريتاني يلقب ب متنبي شنقيط، نشأ في بيت محافظ مشهور بالعلم والصلاح ظهرت عليه مخائل العلم اللدني في سنواته الأولي فكتب وتهجى دون أن يخط حرفا ونظم الشعر الفصيح، وهو ابن ثمان أو سبع سنين وحفظ ودخل المدرسة في وقت مبكر في قريتة صنقه رافة ثم انتقل إلى مدينة مقطع الحجار حيث واصل دراسته الابتدائية وطرد لنشاطه السياسي المدرسي مطلع سنته الابتدائية السادسة سنة 1971بعد اعتقاله.

## شعره
قصيدة أراها لأول مرة منذ سبع سنوات في مكالمة مرئية بالسكايبي من ديوان سيدة الشاطئيْن
| ناجي محمد الإمام | أَمن بعد عقدين ما زلت سيدة الشاطئين... تحومين بينهما كقناة من الثلج أو قنطرة أما زلت تختصرين المساء بِكَمْ كوبِ شايٍ ، وكمْ مقطعٍ في البيانو وما يعلم الله من قهوة ساذجة ولسـتُ هناك لكي أشهدا بأن “موزرتَ ” ..إذا سكن الليل حين تنامين ،كالنغمة السادرة يدب دبيب الغرير، إليك يقبل رخص أناملك الطاهرة يقول ألا سلمتْ …سلمتْ وسلمتِ لقد كنت سيدتي باهـــرة.. | ناجي محمد الإمام |

## مؤلفاته
•ديوان التيه والبحر والذاكرة
- إعادة ترتيب الأولويات في الطرح القومي(مقاربة فكرية)

•رواية : العبقري وشرطي الإمارات 
- وشي البردة (مديح الرسول الأعظم)

•الشاطئ اللازوردي
- سيدة زرقة البحر
- شاطئ البوح
- أنا الرجـــل الذي أحبه المطر
- يا جارة السين

•الثقافة العربية البيضانية : الرؤية الإستعمارية الفرنسية من خلال بول مارتي